# Макаров, Михаил Сергеевич
Михаи́л Серге́евич Мака́ров (1906—1977) — советский хирург ортопед-травматолог, доктор медицинских наук, профессор.

## Начало деятельности
Родился в Ставрополе 2 октября 1906 года[по какому календарю?].
Окончил Ростовский медицинский институт в 1931 году. Работал врачом-хирургом в больнице на руднике «Коминтерн» Шахтинского района Ростовской области. В 1932 году был призван в ряды Красной Армии и в течение восьми месяцев служил врачом-льготником в 220-м стрелковом полку (Новочеркасск).
С августа 1936 года заведовал хирургическим отделением больницы в Калаче-на-Дону. В 1933 году в Ленинграде прошел специализацию по курсу ортопедии и травматологии при НИИ имени Р. Р. Вредена.

### Возвращение в Ставрополь
В 1938 году представилась возможность вернуться в родной Ставрополь. Путь к успеху и всеобщему признанию начался с создания ортопедической больницы при школе-интернате Наркомсобеса.
Сюда поступали главным образом дети от 8 до 15 лет с самыми тяжелыми формами параличей. В один из летних дней в приемную врача буквально вполз двадцатидвухлетний парень. Девятнадцать лет он передвигался с помощью коротких костылей, волоча на привязанном сиденье туловище. Макаров осмотрел пациента. У него был выраженный спазм группы мышц на руках и ногах. Требовалась операция по пересадке мышц. Хирургу это удалось. Через несколько месяцев больной встал на ноги и вскоре смог устроиться на работу.
У другого больного в результате перенесенного энцефалита развился стойкий спастический паралич шеи так, что голова, закинутая далеко назад, лежала между лопаток. Он мог видеть перед собой только заднюю стену и потолок. Макаров взялся избавить пациента от непосильных страданий. Пришлось провести три операции — на нервах, на мышцах и на костях. Сложнейшее хирургическое лечение было проведено отличнейшим образом. Больной навсегда избавился от мучений. Костные блоки накрепко стали поддерживать голову.
Только в 1939 году в больнице восстановили трудоспособность 103 инвалида, 14 из которых до этого вообще не вставали с постели или, в лучшем случае, едва передвигались по дому.

## Великая Отечественная война
С началом Великой Отечественной войны Михаил Сергеевич организовал и возглавил хирургическое отделение для тяжелораненых в военном госпитале 1626 в здании сельхозинститута (ныне — СтГАУ). От хирурга требовалось не только развернуть и оборудовать само отделение на 260 коек, но и ввести в курс дела врачей и сестер, так как большинство из них не имели отношения ни к травматологии, ни даже к хирургии.

### Первые научные исследования
В первые дни войны в госпитале состоялась встреча М. С. Макарова с микробиологом профессором Магдалиной Петровной Покровской, которая предлагала свой опыт в лечении ран бактериофагами. Уже тогда, хорошо зная, что число методов лечения ран велико, а медикаментозных средств огромно, Макаров стал искать новые наиболее рациональные способы лечения ран. Его интересовала проблема оценки врачами раневого процесса, так как на основании субъективных впечатлений течение одного и того же процесса разными врачами могло оцениваться по-разному. Исследование раневого процесса по гистологическим срезам было связано с необходимостью хирургической биопсии, но и ее нельзя было делать изо дня в день.
Подобные раздумья привели врача к изобретению цитологического метода исследования гранулирующих ран путем изготовления препаратов-отпечатков. В ране сухим ватным шариком убирался гной, и с поверхности грануляционной ткани последовательно к различным ее участкам прикладывалось стерильное предметное стекло, на котором оставались отпечатки-клетки поверхностного слоя раны. Получение препаратов-отпечатков было абсолютно безвредно и могло применяться при каждой перевязке.
Эта методика исследования была опробована на большом числе раненых. Новый способ, разработанный совместно с М. П. Покровской, был описан сначала в газете «Медицинский работник», а в 1942 году опубликован в виде монографии «Цитология раневого экссудата как показатель заживления ран». Главный хирург Красной Армии академик Н. Н. Бурденко дал высокую оценку методу. Положительно отозвались о нем также и другие известные хирурги страны — профессора С. С. Гирголав и И. Г. Руфанов. Метод нашел широкое распространение в госпиталях и был принят на вооружение для лечения раненых.

### Практическая работа в годы войны
В отделении Макарова концентрировались раненые с анаэробной инфекцией, с повреждениями опорно-двигательного аппарата, с переломами конечностей, повреждениями суставов, магистральных сосудов и ожогами. Дни приема эшелонов с ранеными были самыми напряженными. После оказания экстренной помощи личный состав отделения занимался плановыми операциями и текущей лечебной работой.
Кровь для переливания раненым приходилось брать у доноров самим, чаще у женщин-добровольцев. В безотлагательных случаях, когда посылать за донором было некогда или некуда, сотрудники отделения всегда спасали положение, давая кровь по два раза в месяц, выполняя при этом свою нелегкую, повседневную работу.
При проверке работы госпиталя 1626 главным травматологом страны профессором Н. Н. Приоровым работе коллектива отделения была дана высокая оценка.
В начале августа 1942 года, когда немецкие войска занимали город, Михаил Сергеевич серьезно болел — открылось язвенное кровотечение, поэтому об эвакуации не могло идти речи. В период оккупации Макаров не оставляет своих маленьких пациентов в детском интернате, одновременно работая в городской больнице.
После освобождения Ставрополя в 1943 году неординарного хирурга назначают главным врачом и директором Лечебного интерната для инвалидов Отечественной войны.

## Послевоенные годы

### Научная деятельность и начало работы в институте
В 1946 году выходит в свет его новая научная работа «Протезы нижних конечностей и правила пользования ими», которая востребована как пособие для инвалидов.
Одновременно Михаил Сергеевич продолжает научные исследования в области цитологии. Он применяет ранее разработанный метод препаратов-отпечатков для изучения морфологии опухолей. 1 февраля 1946 года М. С. Макаров становится ассистентом кафедры госпитальной хирургии Ставропольского медицинского института, а 16 апреля того же года в Центральном институте усовершенствования врачей защищает кандидатскую диссертацию на тему: «Цитологическая диагностика опухолей методом отпечатков».
В 1953 году он избирается по конкурсу на должность доцента кафедры госпитальной хирургии. Однако накануне, на заседании ученого совета его ждали серьезные вопросы от коллег, но не о ходе его научных исследований и применении их результатов в учебном процессе, а о том, лечил ли он вражеских солдат и офицеров во время оккупации. Пришлось выдержать и такое.
В эти годы доцент госпитальной хирургической клиники Макаров по нескольку недель, а то и месяц кряду проводит в Молотовской костно-туберкулёзной больнице (ныне с. Красногвардейское), где оказывает практическую помощь местным хирургам в овладении техникой костно-пластических операций. За 30 дней своего пребывания в 1953 году он лично произвел там 31 оперативное вмешательство больным костно-суставным туберкулёзом. Позже один из врачей этой больницы Русанов станет заведующим хирургическим отделением Московской областной костно-туберкулёзной больницы, а врач Саркисова возглавит костнотуберкулёзный санаторий в Пятигорске.
Занимаясь ортопедией и травматологией, М. С. Макаров не оставляет без внимания проблему цитологии заживления ран. Он доказывает, что не только лимфоциты и моноциты, но и сегментоядерные лейкоциты образуют элементы соединительной рубцовой ткани при заживлении раны. Ему удается наблюдать превращение микрофагов (сегментоядерных лейкоцитов) в макрофаги (одноядерные клетки-моноциты). Эксперименты Макарова были основаны на оригинальной методике — изучался не многослойный срез ткани, а препараты из одного слоя клеток, полученных при почасовых исследованиях раны.
В 1954 году Михаил Сергеевич познакомился с академиком С. С. Юдиным, который заинтересовался трудами ставропольского ученого. 8 июня того же года приказом по Министерству здравоохранения РСФСР М. С. Макаров утвержден в должности старшего научного сотрудника Московского городского НИИ скорой медицинской помощи имени Склифосовского. Но после внезапной смерти академика Макаров решает остаться в Ставрополе.
Как хирург он проводит много сложных операций по поводу опухолей на грудной, брюшной полостях, операции на почках. С 1958 года Михаил Сергеевич Макаров практикует оперативные вмешательства при туберкулёзном спондилите, многие из них он делает в Красногвардейской больнице.

## Лечение туберкулёзной горбатости
20 июля 1962 года хирург-новатор проводит первую в истории медицины операцию по лечению туберкулёзной горбатости. По сути, она представляла поэтапное лечение пациента, начинавшееся с вертебрэктомии — удаления наиболее разрушенных туберкулёзом позвонков. Благодаря этому создавалась подвижность в области кифоза. После операции больного укладывали на живот — при вмешательствах на поясничном и среднегрудном отделах и на бок — после операции в нижнегрудной и грудопоясничной области. В таком положении больные находились до снятия швов около 10 дней. Обычно на 12 день больного переворачивали на спину, под место гиббуса (горба) подкладывался небольшой валик. Для пассивной реклинации была предложена петля-пояс из мягкой прочной ткани, которая свисала над матрасом, не касаясь его 10-15 сантиметров. Больной укладывался на такой пояс горбом. Под силой тяжести тела позвоночник начинал медленно разгибаться. Постепенно петля-пояс поднималась выше.
Одновременно проводилась активная реклинация позвоночника с помощью специальных гимнастических упражнений, которые со временем усложнялись. Коррекция продолжалась от одного до двух месяцев.
На заключительном этапе после максимально возможного уменьшения кифоза проводилось еще одно оперативное вмешательство — спондилодез — фиксация позвоночника. Михаил Сергеевич усовершенствовал ранее известные методики фиксации позвоночника тремя аутотрансплантатами (до этого использовалось два). Из большеберцовой кости выпиливался аутотрансплантат. Два его фрагмента укладывались на позвонки с двух сторон в месте расчленения позвоночника. Третий трансплантат использовался для закрытия зияющего дефекта в позвоночном канале.
Пять месяцев после операции фиксации позвоночника больной находился в постели, после чего помещался в гипсовый корсет. Заключительный этап лечения проходил в течение нескольких месяцев, чаще — в костно-туберкулёзном санатории.
Тридцать подобных операций, проведенных М. С. Макаровым стали клинической базой его научного исследования. Из всех описанных случаев лишь два, связанные с сопутствующими осложнениями, завершились летально. У 25 больных исходы комплексного лечения туберкулёзных кифозов были положительны. В то время описанное лечение носило абсолютно новаторский характер, оно и сегодня еще изредка применяется по назначению вертебрологами.

### Продолжение научных исследований
В 1967 году Михаил Сергеевич завершает докторскую диссертацию на тему «Комплексное лечение кифозов при туберкулёзных спондилитах большой давности». Научными консультантами автора работы стали профессор Ю. С. Гилевич и д.м.н. А. И. Казьмин. Защита проходила 24 ноября в Центральном научно-исследовательском институте травматологии и ортопедии. Решением ВАК от 31 мая 1968 года М. С. Макарову присуждена ученая степень доктора медицинских наук. К 1972 году хирург сделал еще 13 подобных операций. По материалам диссертации и новых исследований в 1972 году в издательстве «Медицина» вышла монография М. С. Макарова «Комплексное лечение кифозов туберкулёзного происхождения».
Важным вкладом М. С. Макарова в ортопедию явилась разработка и внедрение нового метода открытого вправления врожденного вывиха бедра у детей с сохранением хряща вертлужной впадины (1967). Здесь, как и во всей его врачебной практике, нашел яркое отражение принцип максимально бережного проведения оперативных вмешательств. Новая методика позволила значительно снизить число послеоперационных осложнений, получить высокий процент стойких хороших результатов. В 1970 году способ был включен в план Министерства здравоохранения РСФСР по внедрению научных достижений в лечебную практику.
Продолжая свои цитологические исследования, Макаров 30 сентября — 2 октября 1968 года на симпозиуме по проблеме метаплазии в Институте биологии развития АН СССР доложил о результатах исследования явлений метаплазии путем прижизненного наблюдения отдельных лейкоцитарных клеток in vitro. Доклад был подготовлен по просьбе оргкомитета симпозиума и опубликован в сборнике издательством «Наука». В 1975 году в Ставропольском книжном издательстве выходит монография М. С. Макарова «Роль гранулоцидов в процессе воспалительной регенерации по данным сравнительного цитологического исследования». В. Г. Мосиянц вспоминает, как однажды в Ставрополь приехали ученые из Японии, которые слышали о работах Макарова в этой области. Они попросили руководство института показать им лабораторию Макарова, но так как цитологией Михаил Сергеевич занимался у себя на дому, гостям ответили отказом, сославшись на то, что профессор Макаров в данный момент находится в командировке.

### Руководство кафедрой
В октябре 1967 года Ставропольский медицинский институт вышел с ходатайством к Минздраву РСФСР о создании в институте кафедры травматологии и ортопедии. Правление Всесоюзного общества травматологов-ортопедов в марте следующего года поддержало ходатайство вуза и рекомендовало на должность заведующего М. С. Макарова.
В апреле 1969 года М. С. Макаров избирается на должность профессора кафедры госпитальной хирургии по курсу травматологии и ортопедии, а в январе 1970 года — на должность заведующего кафедрой ортопедии и травматологии. В связи с возрастом утверждения в должности на полный срок он не получил. Ежегодно в виде исключения ввиду его выдающихся заслуг ему продляется срок пребывания на посту заведующего кафедрой.
7 января 1971 года доктор медицинских наук М. С. Макаров был утвержден в ученом звании профессора по кафедре «хирургия».

## Последние дни
Напряженный многолетний труд сказался на состоянии здоровья Михаила Сергеевича Макарова. 15 ноября 1977 года ввиду болезни по собственному желанию он ушел на пенсию, а 27 декабря его не стало.

## Семья
Жена, Ольга Дмитриевна Болдырева — однокурсница Михаила Сергеевича, врач акушер-гинеколог, работала в больнице и в Ставропольском государственном медицинском институте, в течение ряда лет заведовала кафедрой. Много лет во всем поддерживала мужа, организовывала быт и добрую атмосферу в семье, соавтор некоторых научных работ профессора М. С. Макарова.
Сын, Борис Михайлович Макаров — доктор физико-математических наук, профессор СПбГУ.
Внучка, Светлана Борисовна Макарова — кандидат физико-математических наук, доцент СПбГУ.

## Память
Бюст профессора Макарова, документы и фотографии хранятся в Ставропольском государственном музее-заповеднике им. Г. Н. Прозрителева и Г. К. Праве.
Копия бюста и другие документы — в Центре изучения истории медицины СтГМУ.

## Методы операций, названные именем Макарова
- Метод препаратов-отпечатков.
- Метод комплексного лечения туберкулёзных кифозов.
- Метод остеопластической фиксации позвоночника тремя аутотрансплантатами.
- Метод открытого вправления врожденного вывиха бедра у детей с сохранением вертлужной впадины.

## Научные публикации профессора Макарова
- Покровская М. П., Макаров М. С. Цитология раневого экссудата как показатель заживления раны. М. : Медгиз, 1942. — 46 с.
- Макаров М. С. Цитологическая диагностика опухолей методом отпечатков. — Хирургия, 1945, 8, с. 9-14.
- Макаров М. С. Протезы нижних конечностей и пользование ими. (В помощь инвалидам Отечественной войны). — Ставрополь: Кн. изд-во, 1946. — 32 с.
- Макаров М. С. К вопросу о лечении врожденных вывихов бедра у детей в Ставропольском крае. — Сб. реф. науч. работ (СГМИ), вып. I, 1955, с. 19-20.
- Макаров М. С. Новая методика открытого вправления врожденного вывиха бедра с сохранением хряща вертлужной впадины. — Хирургия яз-вен, болезни желудка и 12-перст. кишки. (Материалы 7-й конф. хирургов Сев. Кавказа). Ставрополь, 1968. с. 294—295.
- Макаров М. С. Задний спондилодез тремя аутотрансплантатами после вертебрэктомии по поводу туберкулёзной горбатости. — Вопр. морфо-логии и клинич. медицины. (СГМИ). Элиста, 1965 с. 225—229.
- Макаров М. С. К методике реклинации позвоночника больных с туберкулёзной горбатостью после вертебрэктомии. Вопр. гастроэнтерологии. Калмыцкое книжн. изд., 1966. С. 506—516.
- Макаров М. С. Комплексное лечение кифозов при туберкулёзном спондилите большой давности. Автореф. дисс. докт. М., 1967. 29 с.
- Макаров М. С. Роль гранулоцидов в процессе воспалительной регенерации по данным сравнительного цитологического исследования : монография. — Ставрополь: Кн. изд-во, 1975. — 232 с. +48 с. ил.